# Nadežda Karpova
Nadežda Alekseevna Karpova (in russo Надежда Алексеевна Карпова?; Jaroslavl', 9 marzo 1995) è una calciatrice russa, attaccante dell'Espanyol e della nazionale russa.

## Carriera

### Club
Nata a Jaroslavl', mosse i primi passi in scuole calcio giovanili cittadine. Nel 2014 firmò il suo primo contratto professionista con lo  Zorkij Krasnogorsk, facendo il suo esordio in Vysšij Divizion, massima serie del campionato russo. L'anno successivo si trasferì al Čertanovo. Il 7 maggio 2016 nella partita di esordio in campionato realizzò quattro delle cinque reti con cui il Čertanovo batté il Kubanočka. Al termine della stagione 2016, assieme alla compagna di squadra Margarita Černomyrdina, vinse la classifica delle migliori marcatrici del campionato di Vysšij Divizion con 8 reti realizzate.
Nel settembre 2017 ha firmato un contratto con il club spagnolo del Valencia. Qui vi rimane una stagione e mezza, marcando 24 presenze e 3 reti in campionato fino al calciomercato invernale quando si trasferisce al Siviglia terminando con la nuova squadra il campionato di Primera División Femenina de España 2018-2019.

### Nazionale
Nel 2012 fece il suo esordio con la maglia della nazionale russa under-19, partecipando alle gare di qualificazione al campionato europeo di categoria. Il 2 giugno 2016 esordì con la nazionale maggiore in occasione delle qualificazioni al campionato europeo 2017 nella partita vinta per 2-0 contro la Turchia, realizzando anche la sua prima rete in nazionale. Dopo aver disputato quattro partite e realizzato due reti nella fase di qualificazione, è stata convocata dalla selezionatrice Elena Fomina per fare parte della squadra partecipante al campionato europeo 2017.

## Palmarès

### Individuale
- Capocannoniere della Vysšij Divizion: 1

2016 (8 reti assieme a Margarita Černomyrdina)